# Epitrix
Epitrix is een geslacht van kevers uit de familie bladkevers (Chrysomelidae).
De wetenschappelijke naam van het geslacht werd in 1860 gepubliceerd door Foudras.

## Soorten
- Epitrix abeillei Baduer, 1874
- Epitrix allardi Wollaston, 1860
- Epitrix atropae Foudras, 1860 – Wolfskersaardvlo
- Epitrix azorica Gruev, 1981
- Epitrix canariensis (Franz, 1996)
- Epitrix caucasica Heikertinger, 1950
- Epitrix cucumeris Harris, 1851
- Epitrix fasciata Blatchley, 1918
- Epitrix halophila Bechyne & Springlova de Bechyne, 1978
- Epitrix harilana Bechyne, 1997
- Epitrix hirtipennis Melsheimer, 1847
- Epitrix intermedia Foudras, 1860
- Epitrix krali Doberl, 2000
- Epitrix limonensis Bechyne, 1997
- Epitrix muehlei Doberl, 2000
- Epitrix papa Orlova-Bienkowskaja, 2015[2]
- Epitrix parvula Fabricius, 1801
- Epitrix polyphaga Bechyne, 1997
- Epitrix pubescens Koch, 1803 – Nachtschade-aardvlo
- Epitrix ruderalis Bechyne & Springlova de Bechyne, 1978
- Epitrix rugipleura Bechyne & Springlova de Bechyne, 1978
- Epitrix sensitiva Bechyne & Springlova de Bechyne, 1978
- Epitrix subviolacea Bechyne & Springlova de Bechyne, 1978
- Epitrix tovarensis Bechyne, 1997
- Epitrix trapezophora Bechyne & Springlova de Bechyne, 1978
- Epitrix trichogramma Bechyne, 1997